# Violanta (opéra)
Pour les articles homonymes, voir Violanta.

Violanta opus 8 est un opéra en un acte d'Erich Wolfgang Korngold sur un livret de Hans Müller-Einigen. Composé en 1914, il est créé le 28 mars 1916 au Théâtre national de Munich sous la direction de Bruno Walter. La création américaine date du 5 novembre 1927 au Metropolitan Opera de New York sous la direction d'Artur Bodanzky avec Maria Jeritza.

## Distribution
| Rôle                                         | Voix type     | Première, 28 mars 1916 (Chef d'orchestre: – Bruno Walter) |
| -------------------------------------------- | ------------- | --------------------------------------------------------- |
| Simone Trovai, commandant militaire          | baryton       | Friedrich Brodersen                                       |
| Violanta, sa femme                           | soprano       | Emmy Krüger                                               |
| Alfonso, le fils illégitime du roi de Naples | ténor         | Franz Gruber                                              |
| Giovanni Bracca, un peintre                  | ténor         | Alfred Bauberger                                          |
| Bice                                         | soprano       | Irene von Fladung                                         |
| Barbara, nourrice de Violanta                | contralto     | Luise Willer                                              |
| Mateo                                        | ténor         | Paul Kuhn                                                 |
| Premier soldat                               | ténor         |                                                           |
| Second soldat                                | baryton       |                                                           |
| première servante                            | soprano       |                                                           |
| Seconde servante                             | mezzo-soprano |                                                           |

## Argument
L'action se déroule au XVe siècle à Venise, dans la demeure de Simon Trovai commandant militaire de la république de Venise.
Par une nuit de grand carnaval, Simon Trovai cherche en vain la maison de son épouse Violanta. Depuis le suicide de sa sœur Nerina après avoir été séduite par Alfonso le prince de Naples, Violanta est dévorée de vengeance. Sur le point de quitter le carnaval avec le peintre Giovanni Branca, Simon voit apparaitre Violanta.